# Saunders-Roe
Saunders-Roe Limited fue una compañía británica dedicada a la fabricación de aviones, hidroaviones, helicópteros, aerodeslizadores y lanchas, ubicada en Columbine Works East Cowes, Isla de Wight.

## Hidrocanoas
- Saunders Kittiwake
- Saunders Valkyrie
- Saunders Medina
- Saunders A.14
- Saunders Severn
- Saro Cutty Sark
- Saro Cloud
- Saro Windhover
- Saro A.27 London
- Saro Cloud
- Saro A.33
- Saunders-Roe A.36 Lerwick
- Saro Shrimp
- Saunders-Roe SR.A.1
- Saunders Roe Princess
- Jet Princess (proyecto)
- Duchess (proyecto)

## Aviones basados en tierra
- Saunders T.1
- A.22 Segrave Meteor
- Saunders/Saro A.10 "Multigun"
- A.24M (Spartan Cruiser)
- A.24 Mailplane
- SR.53
- SR.177 (cancelado antes de ser completado)

## Helicópteros
- Skeeter
- P.531, Scout, Wasp

## Aerodeslizadores
- SR-N1 "Saunders Roe Nautical" 1: primer aerodeslizador moderno.
- SR-N2, primero en ser empleado comercialmente.
- SR-N3, primero diseñado para uso militar.
- SR-N4 o Clase Mountbatten, transbordador de cuatro hélices.
- SR-N5 o Bell SK-5, PACV usado en Vietnam.
- SR-N6 SR-N5 alargado, con capacidad para 38 pasajeros.

## Cohetes
- Black Knight
- Black Arrow